# Церкви Терещенків
Терещенки — козацько-міщанський рід Глухівщини, який у 1870 отримав дворянський статус. Одна з небагатьох сімей, котра традиційно підтримувала християнські церкви у всьому світі.

## Історія

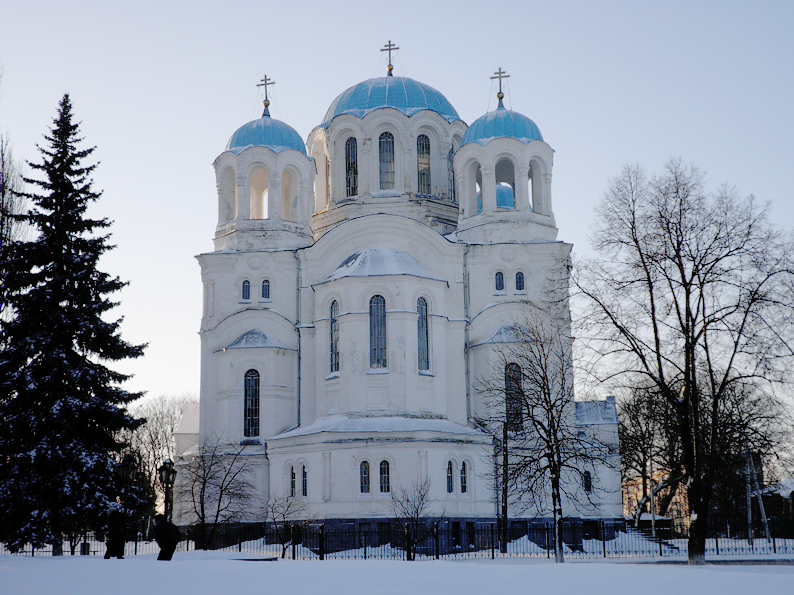
Трьоханастасіївська церква

Серед церков, до будівництва яких приченті Терещенки — Покровська церква (Київ), Трьоханастасіївська церква, церкви міст Больє-сюр-Мер та Канни.

### Трьоханастасіївська церква
Церква перебувала у запустінні, але 1846 року глухівський купець Артем Терещенко почав за власні кошти утримувати церкву і служби у ній відновилися. У 1861 і 1872 роках завдяки тому ж Артему Яковичу було влаштовано вівтар Воскресіння Христового та прибудовано вівтар св. Артемія. Будівництво нового Анастасіївського храму розпочалося через рік, у 1885 році. Кошти на побудову виділяли брати Микола та Федір Артемович Терещенки. Завдяки їхньому фінансовому втручанню будівля церкви була побудовано за досить швидкий час і вже у 1893 році освячена. 21 травня 1894 року брати звернулися до Святійшого синоду з проханням дозволити їм знести стару Трьох-Анастасіївську церкву, мотивуючи це тим, що споруда настільки занедбана, що вже не підлягає ремонту. Невдовзі спеціальна експертна комісія професорів з Київської духовної академії дала дозвіл на знесення і 2 січня 1895 року Святійший синод підтвердив це своїм указом.

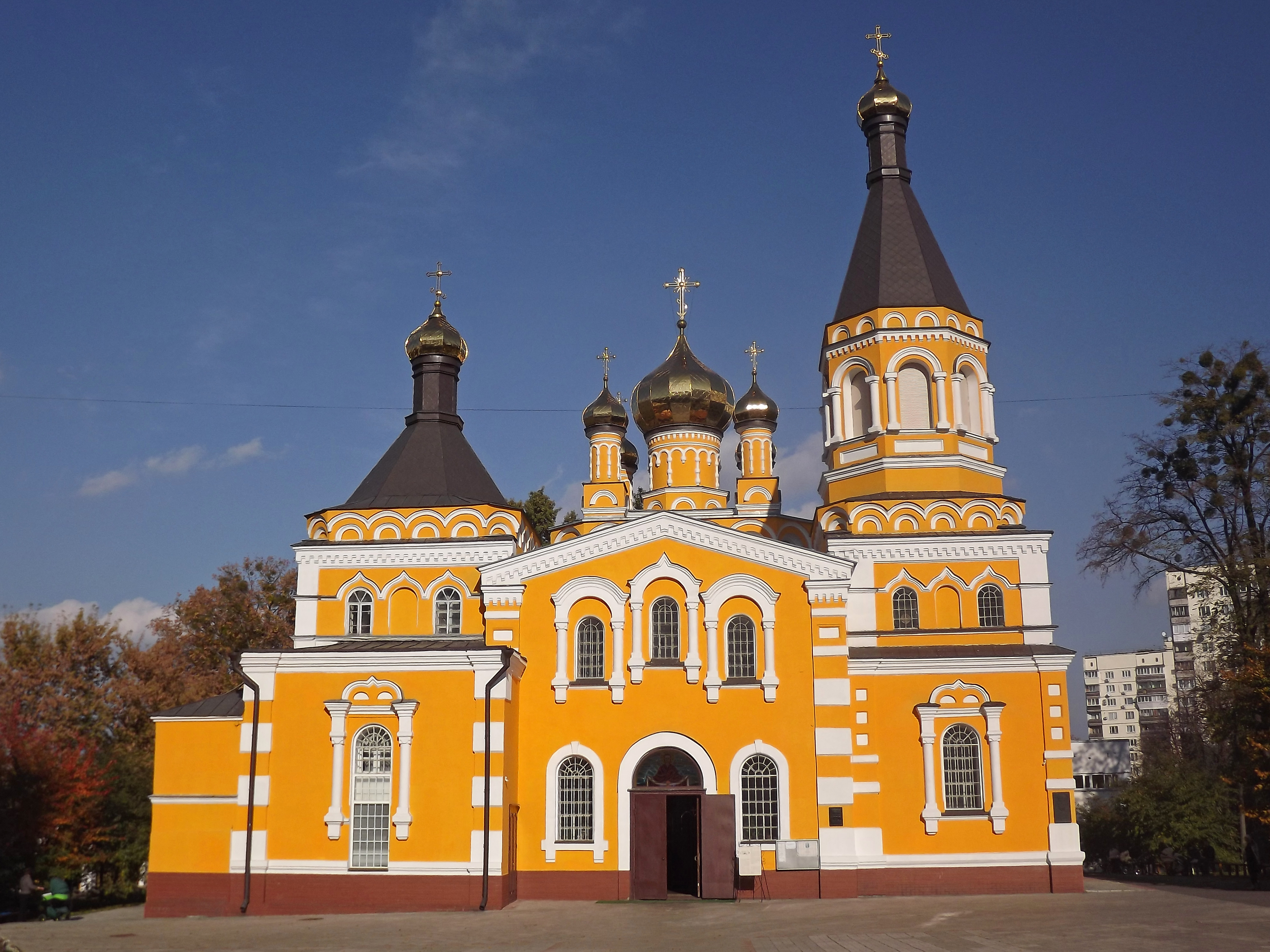
Покровська церква на Солом'янці

В церкві розташований фамільний склеп Терещенків. Тут поховані Артем Якович Терещенко, його дружина Єфросинія Григорівна, Федір Артемович та Микола (Нікола) Артемович.

#### Покровська церква (Солом'янка)

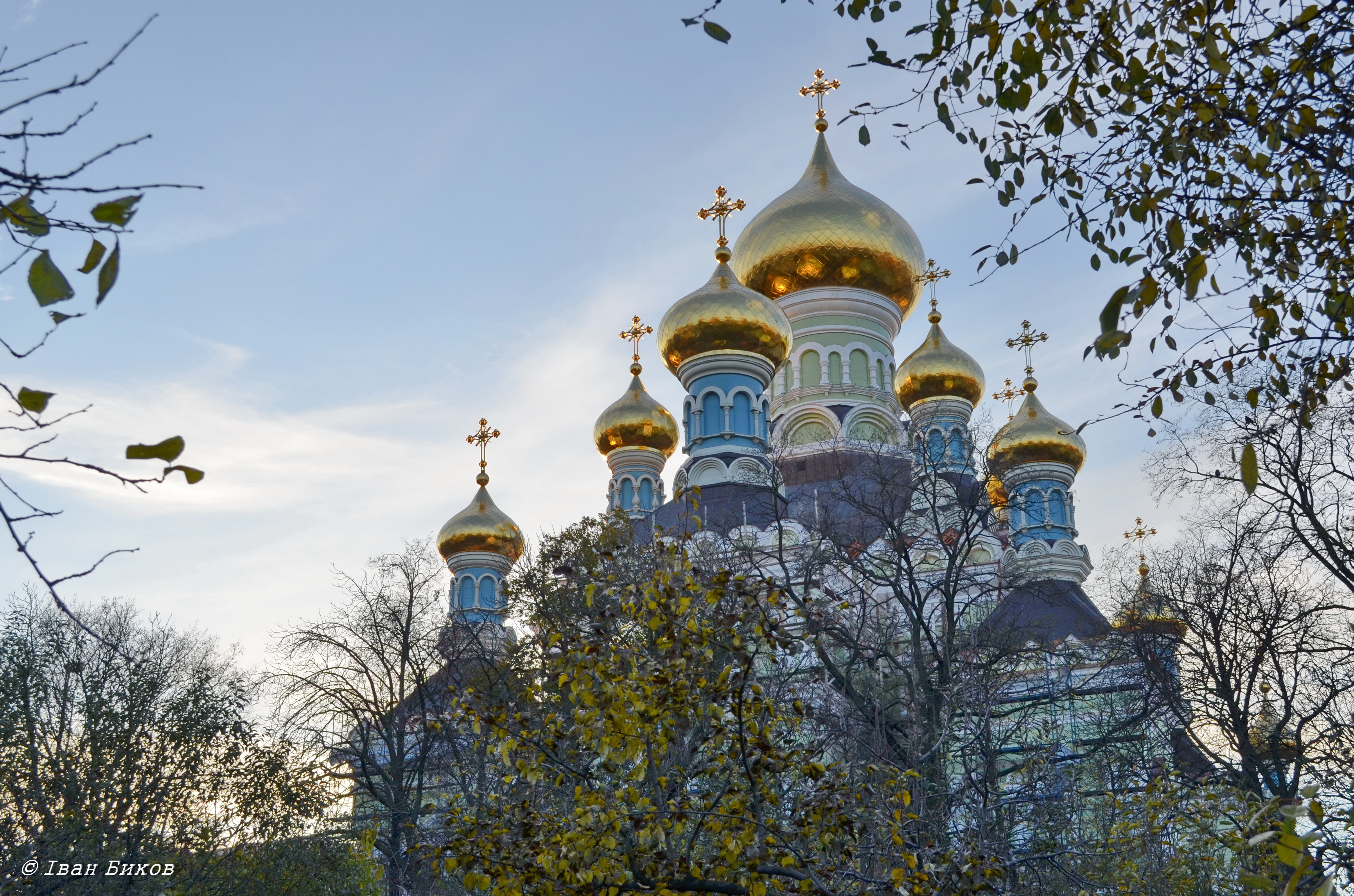
Миколаївський собор

Закладення церкви відбулося 14 вересня 1895 року, а освячено її було вже за 2 роки — 9 листопада 1897 року. Зборами коштів та процесом побудови керував громадський комітет на чолі з відомим київським підприємцем та міським діячем Яковом Бернером, який особисто вклав у справу 2000 рублів та 25 тисяч штук цегли. Загалом комітетом, до складу якого також входили відомі меценати Михайло Дегтерьов, Олександр Терещенко та інші видатні особи, на будівництво було зібрано 37 тисяч рублів.

### Миколаївський собор Покровського монастиря (Київ)
На початковому етапі існування Покровського монастиря його засновниця — велика княгиня Олександра Петрівна за власний кошт викупила землю, а 1889 року заснувала Покровський монастир, де й оселилася у житлових покоях, але смерть великої княгині дещо уповільнила будівництво. Усі будівельні витрати, що склали у підсумку 392 257 руб. 90 коп., забезпечувалися благодійними пожертвами. Серед провідних жертвувачів був Нікола Терещенко. В цілому він пожертвував понад 50 тис. руб., з них 20 тис. спеціально на позолоту куполів і сріблення престолу в майбутньому.

### Володимирський собор (Київ)
До будівництва собору причетна Єлизавéта Михáйлівна, Нікола Терещенко надав під будівництво ділянку землі. Він також він пожертвував великі кошти, зокрема, для золочення всіх куполів. Терещенки запросили художників з усієї Росії для оздоблення церкви. Віктор Васнецов створив на замовлення картину «Три царівни підземного царства». Ескізні роботи Врубеля для церкви також придбав меценат, і сьогодні їх можна побачити в Київській національній картинній галереї.